# 昇御門
昇御門（英語：Chatham Gate）位於香港九龍紅磡老龍坑漆咸道北388號的高尚住宅，屋苑由兩幢大廈以門廊設計組成，樓高38層約150米，共334伙分層單位。由信德集團與新鴻基地產、新世界發展及廖創興企業合作發展，於2011年末開始銷售，2012年10月入伙，項目由關善明建築師事務所設計，新鴻基旗下的怡輝建築負責建造。
香港專業驗樓樓學會會長詹濟南舉辦「2013年度建造及裝修業優秀大獎頒獎禮」，質素最好的五大屋苑由新地及信置包辦，新地筲箕灣iUniQ譽都成為「狀元」，另外四強包括同系iUniQ譽東、與信德合作的紅磡昇御門，加上信置的油麻地御金．國峯及大角咀奧柏．御峯。
屋苑前身為公務員建屋合作社住宅漆咸花園。

## 物業簡介
昇御門由兩幢大廈以門廊設計組成，其外型設計像西九龍的凱旋門。每層設3至7伙不等，標準單位實用面積由392至2,080方呎，由最小的開放式設計至4房單位。另有兩戶實用面積3176方呎的特色空中別墅豪宅，成交價達1.35億及1.28億元，兩個單位由同一買家購入，合共涉資2.63億港元。大廈以水晶為設計藍本，包括玻璃外牆，配合燈光效果。大廈的入口大堂樓底超過20米，以黃金色作為主調，設有大型水晶吊燈，示範單位設在上環信德中心招商局大廈10樓。

### 會所

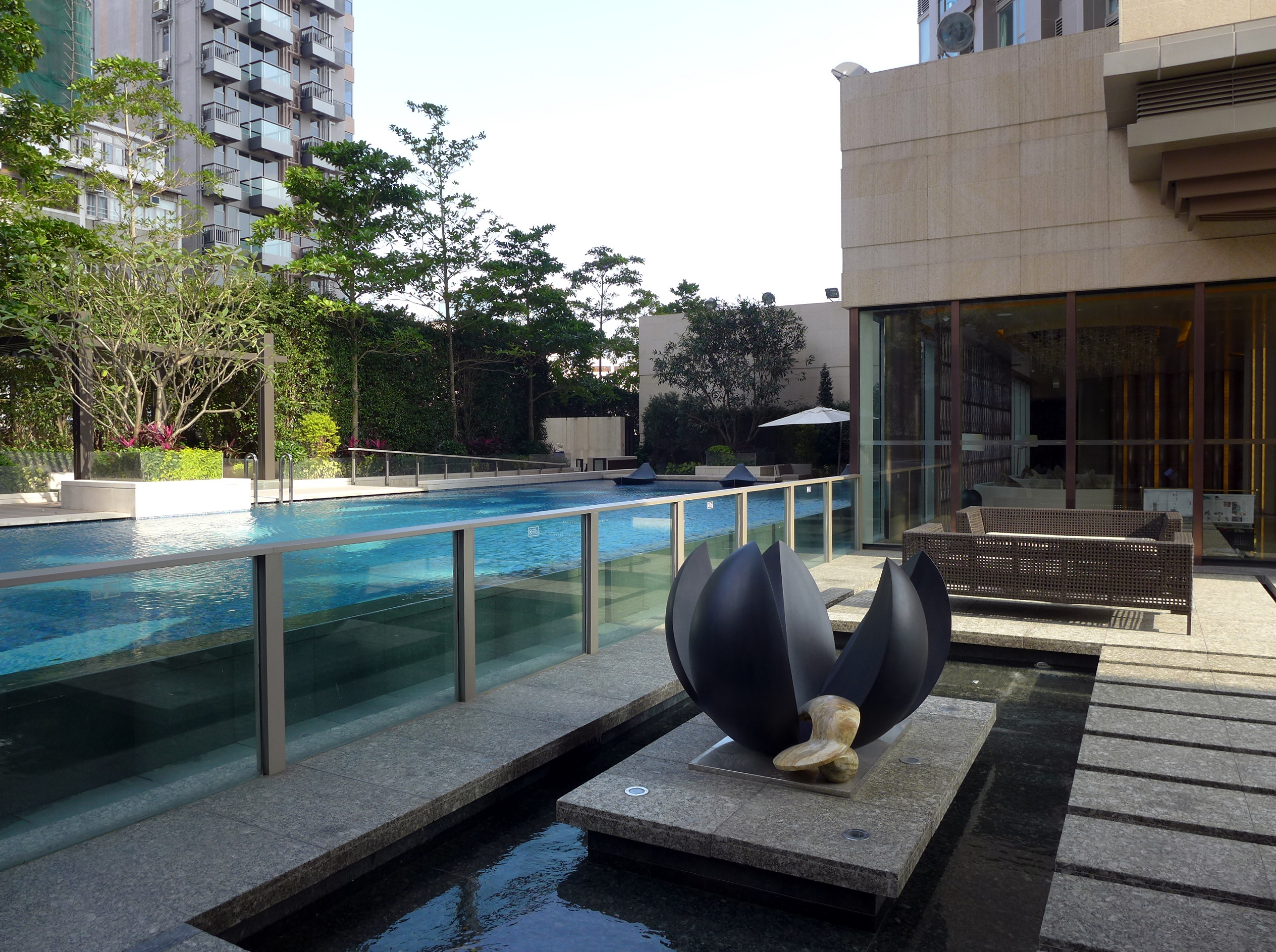
昇御門平台設有25米長室外游泳池

昇御門住客會所分為兩部分，兩層位於2樓、3樓，名為「園林會所ClubEmerald」，設有25米長室外恒溫游泳池、遊樂場、健身室等。
另兩層位於37、38樓，稱為「摩天會所ClubSapphire」，設有2,000呎的天際宴會廳、天際閒座間、空中花園及天際酒吧，配以28呎高闊約60呎的玻璃幕牆設計，住戶可欣賞九龍半島及維港一帶景色。

### 商場
昇御門商場名為「昇御商場」（Chatham Place）。商場樓高3層，落成初期一直空置，於2014年1月17日起對外開放LG層及地下範圍。商場由AGC Design負責室內設計，裝修風格同將軍澳PopCorn商場十分相似。租戶包括東海堂及fusion超級市場。商場樓下設有私人停車場。至2017年7月，商場近漆咸道北的一邊多間商戶結業，空間被圍封改裝，漆咸道北出入口亦不再對外開放，以租予學之園幼稚園。工程於2018年第一季完成。

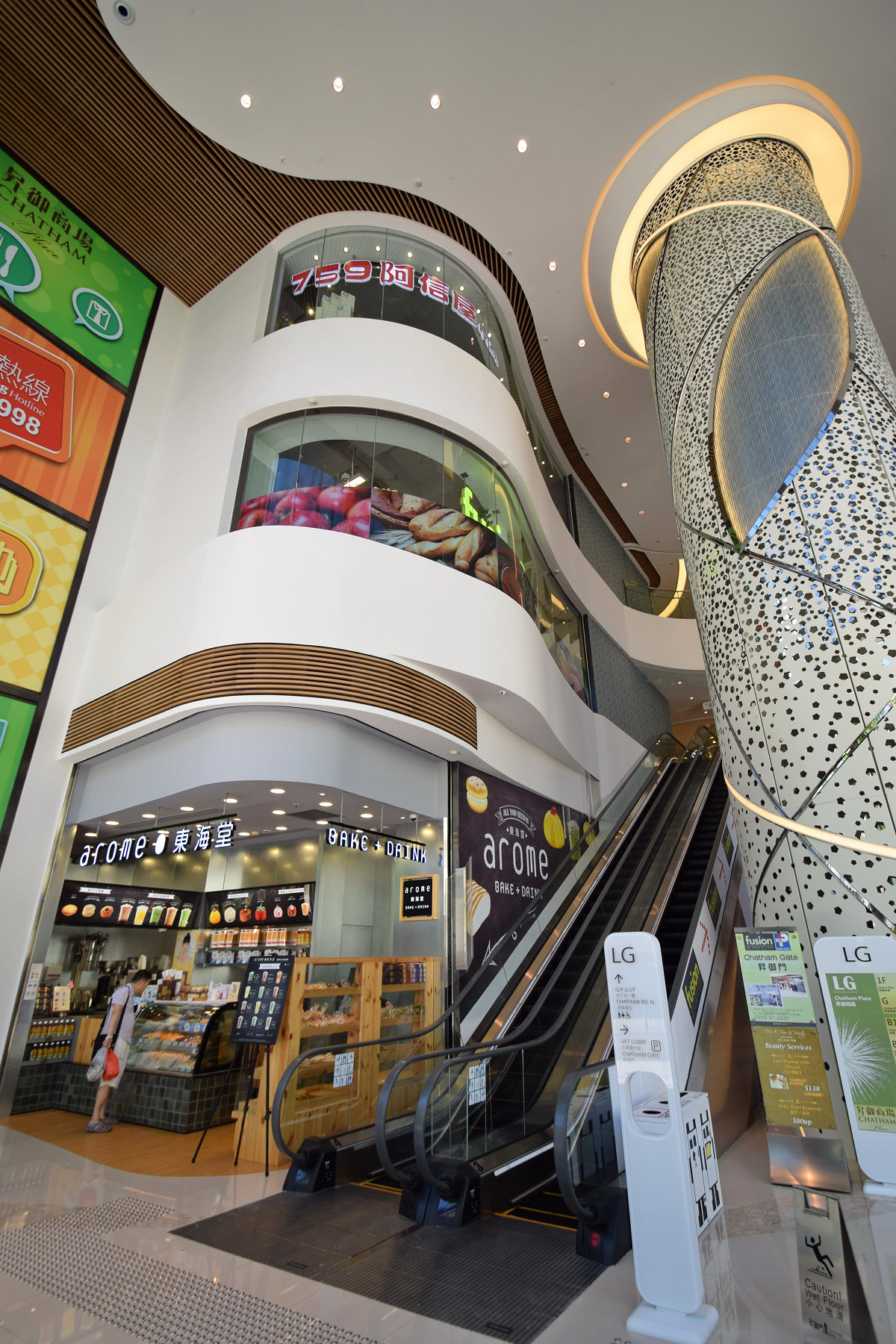
商場入口中庭
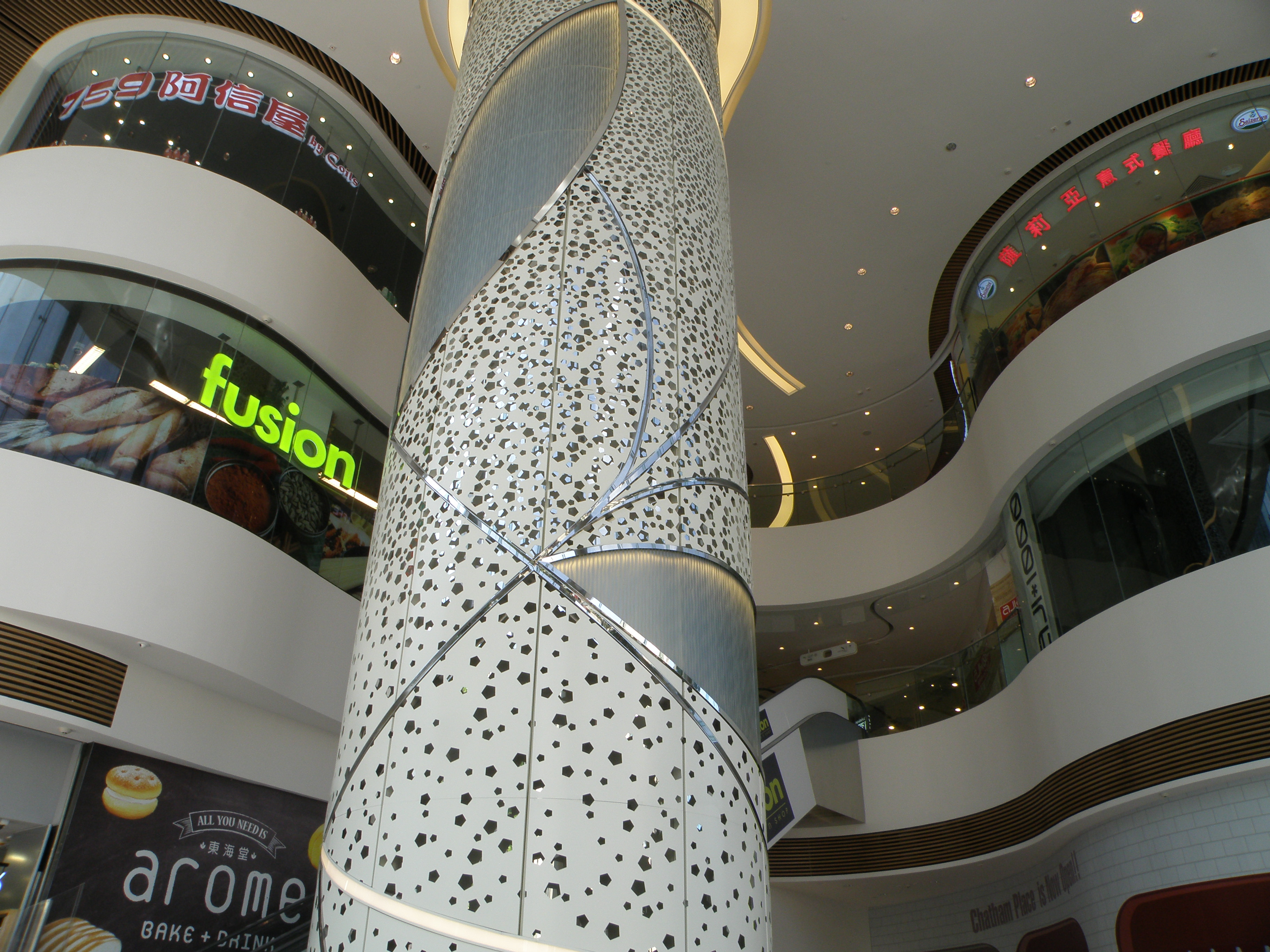
昇御商場主要餐廳薩莉亞位於1樓（右上）
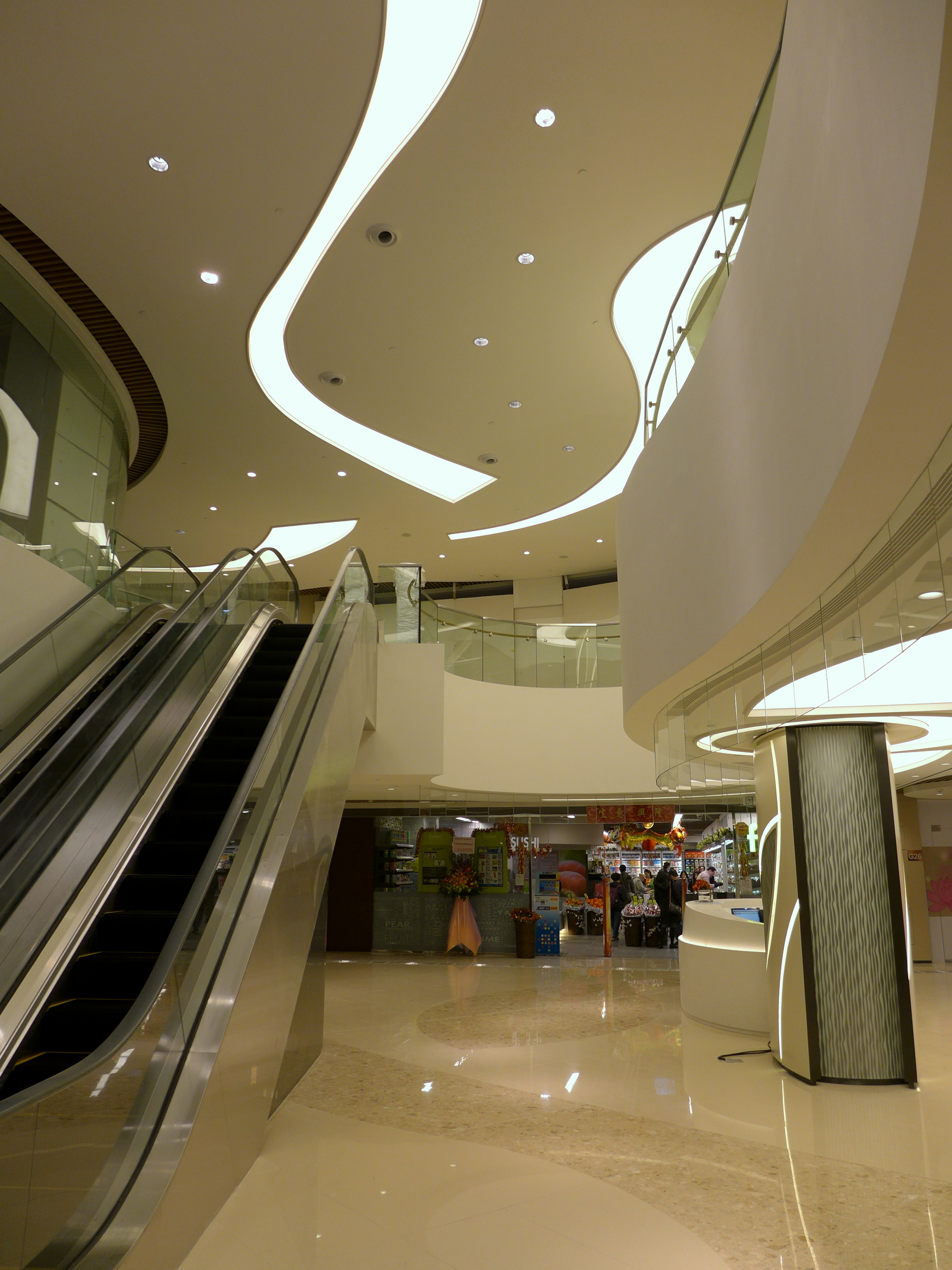
昇御商場中庭
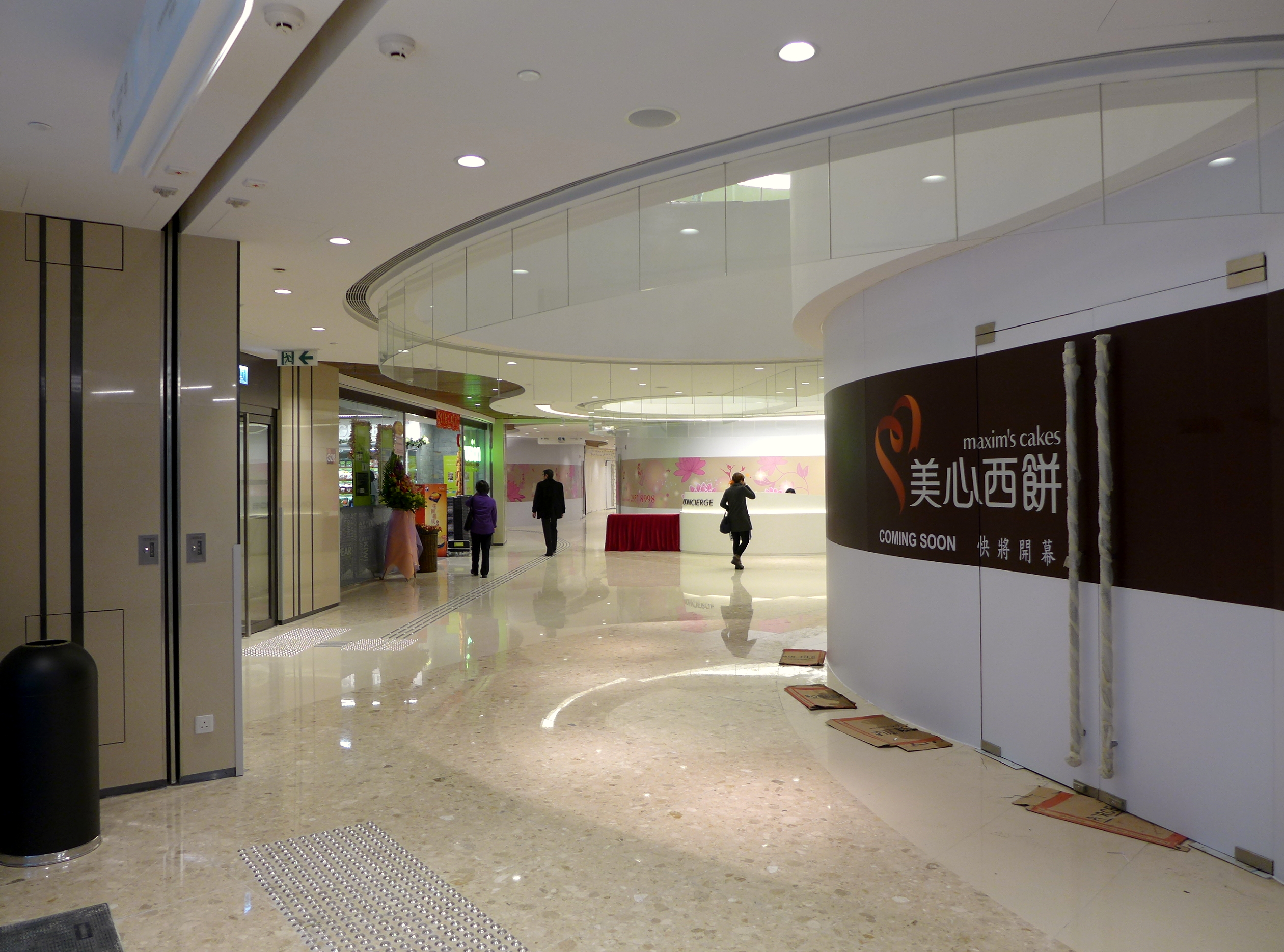
昇御商場地下（2014年1月）
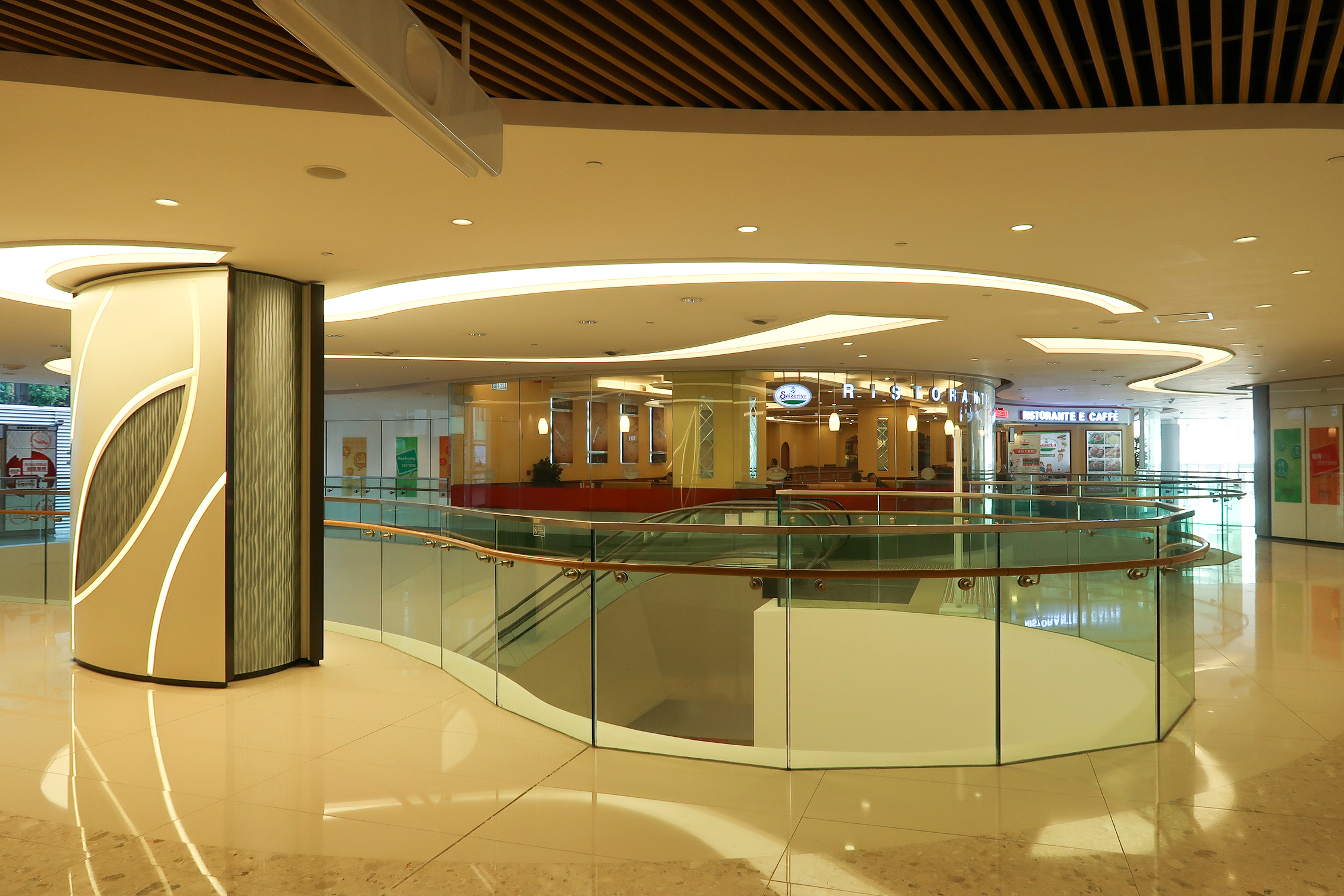
昇御商場1樓多間商戶空置
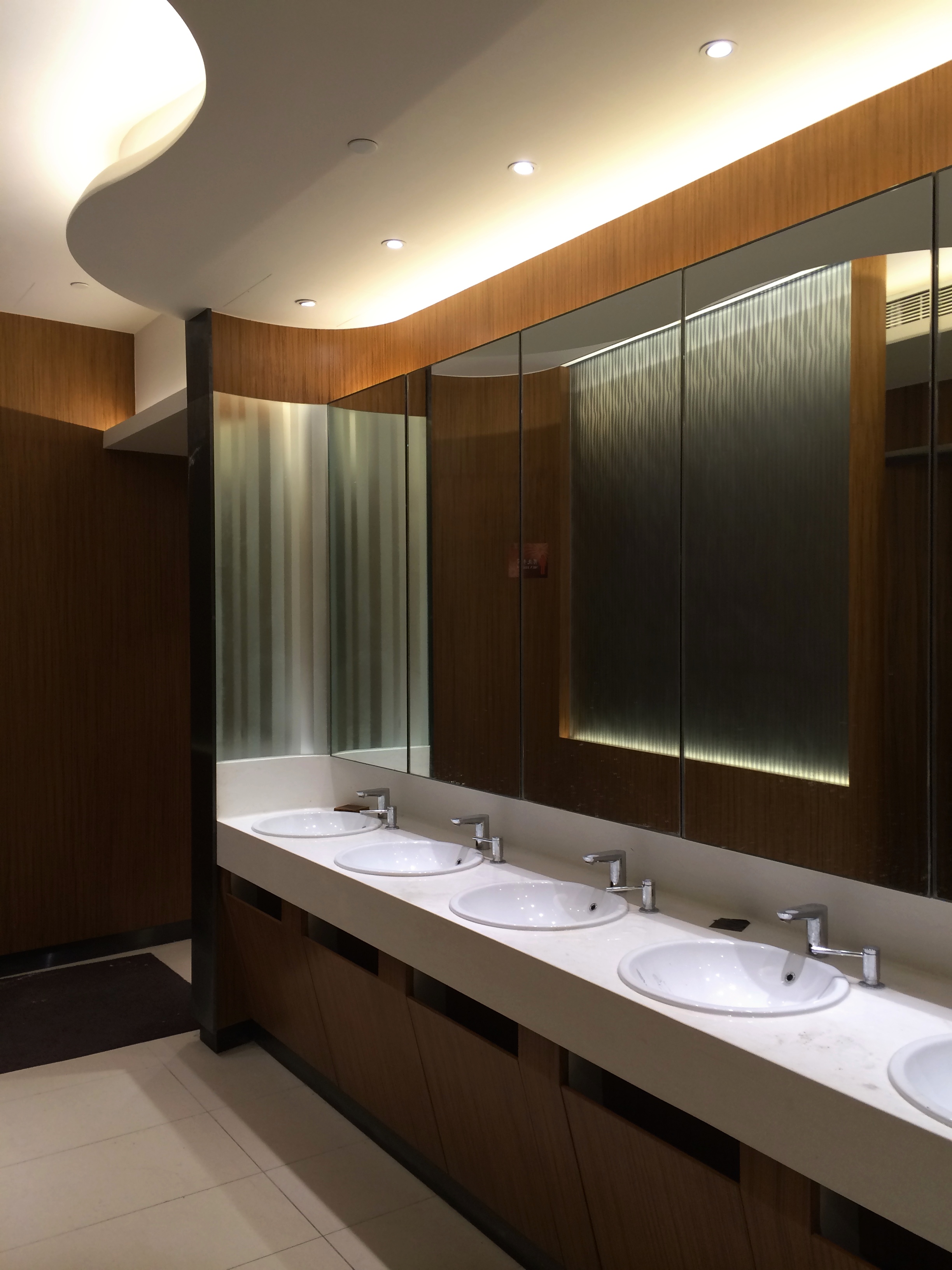
昇御商場洗手間
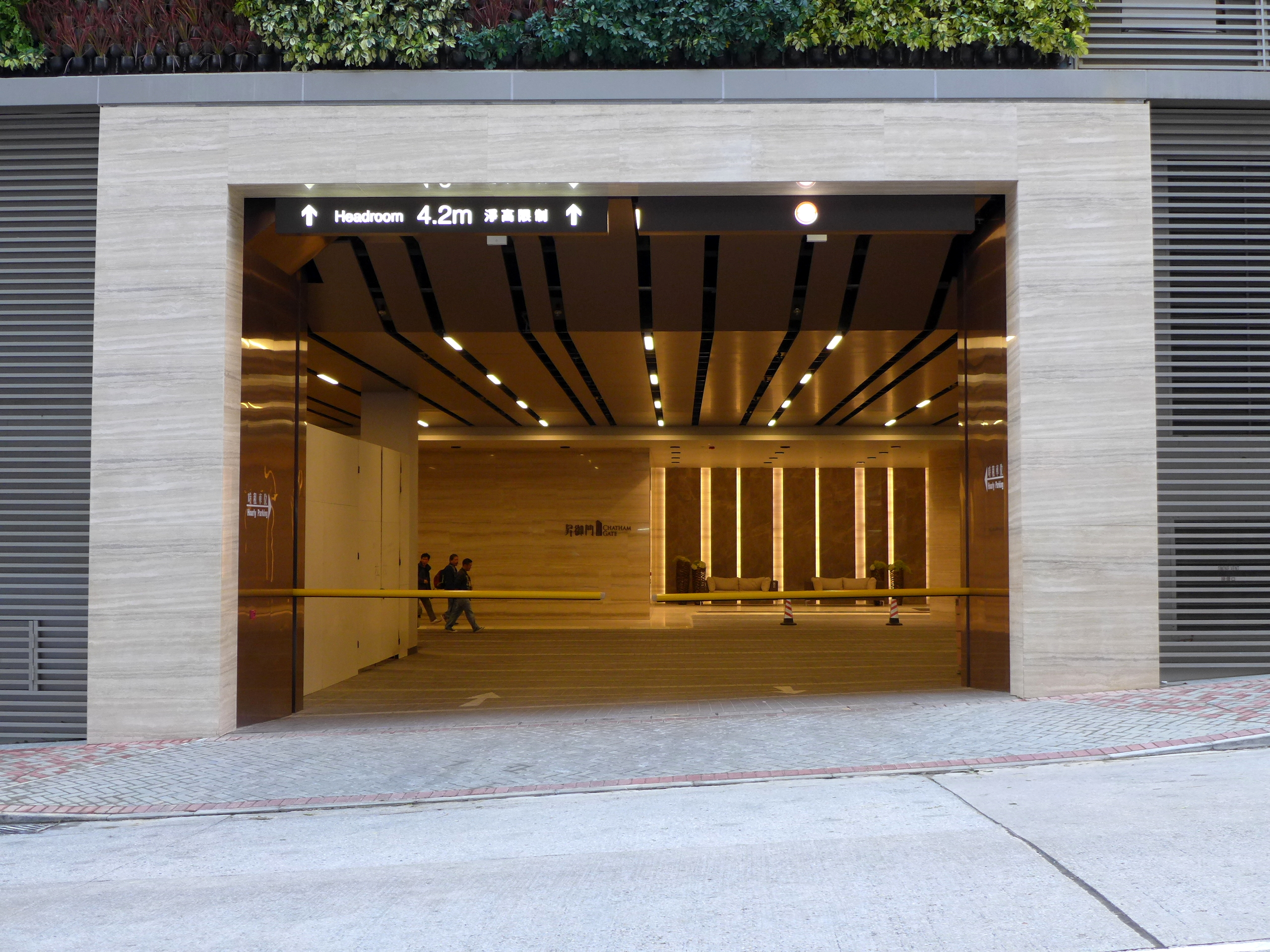
昇御門停車場入口

#### 已結業租戶
直至2017年末，商場已經有多家商戶結業，部分包括：大昌食品、美心西餅、零食物語、759阿信屋、Golden Gate 國際幼稚園暨幼兒園（Golden Gate International Kindergarten and Nursery）、DNA Hair by Beauty、中原地產、三聯書店。2020年年末，薩莉亞意式餐廳宣佈位於商場內的分店也結業離場。除了超級市場之外，整棟商場門可羅雀。

## 發展商股份比例
由於此項目為寶翠園之附屬發展項目，發展商股份比例及窗口公司與寶翠園一樣：
- 信德集團佔51%
- 新鴻基地產佔29%
- 新世界發展及廖創興企業各佔10%。[7]

## 事件

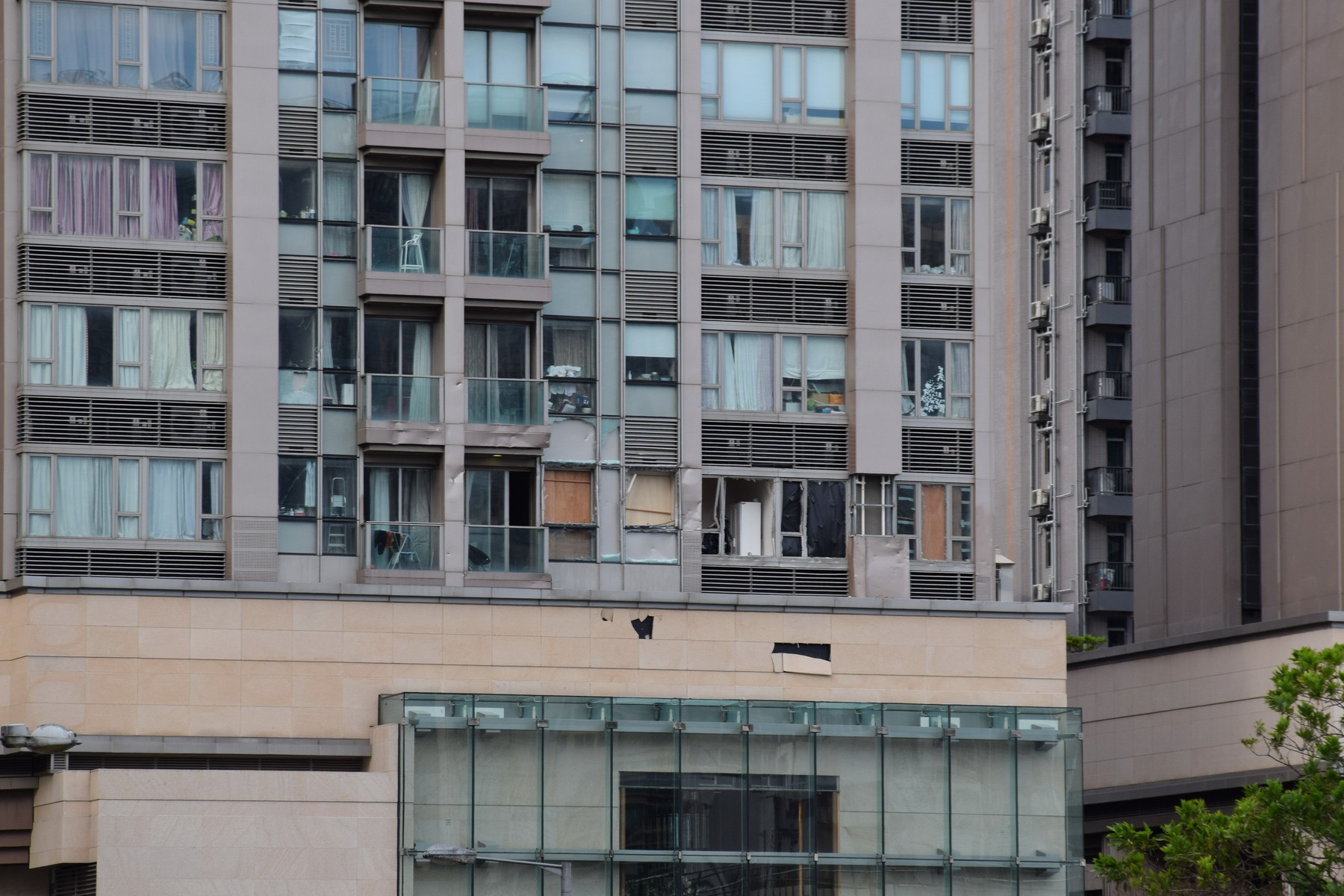
於超強颱風天鴿正面吹襲香港期間，昇御門大廈外牆和窗戶被洗窗用吊船撞毀。

- 2017年8月23日，超強颱風天鴿正面吹襲香港期間，屋苑的3樓高空工作台在強風下搖晃，並撞向1樓3個單位的窗戶，家居雜物被吹走，窗台的玻璃被撞碎。5樓有2個單位露台亦凹陷。片段流出後，不少人意想不到豪宅如此遭遇，質疑管理公司或工作人員在打風前未有妥善收好吊船。[8]
- 2018年7月25日，2座一單位內揭發雙屍命案，一男一女被發現倒臥於上址。40歲男死者獨居該處，報稱為自由作家，有盜竊罪刑事案底，下身赤裸倒斃單位客廳，身體有幾處刀傷；34歲女死者報稱無業，有精神病紀錄，下身赤裸倒斃睡房，無表面傷痕。初步調查兩人為情侶關係，死去約1天至1天半。單位門窗反鎖，無被搜掠和打鬥痕跡，亦無財物失竊[9][10]。居民對發生命案感到害怕，擔心樓價會因命案下跌。[11]
- 2020年6月24日晚上約10時半，九龍城警區反三合會行動組持手令，突擊搜查屋苑300平方呎的單位，搗破有黑幫背景，經營了約一個月的得州撲克非法賭檔，拘捕10男1女，年齡21至31歲，多人為城大及理大男生[12]。

## 興建圖像

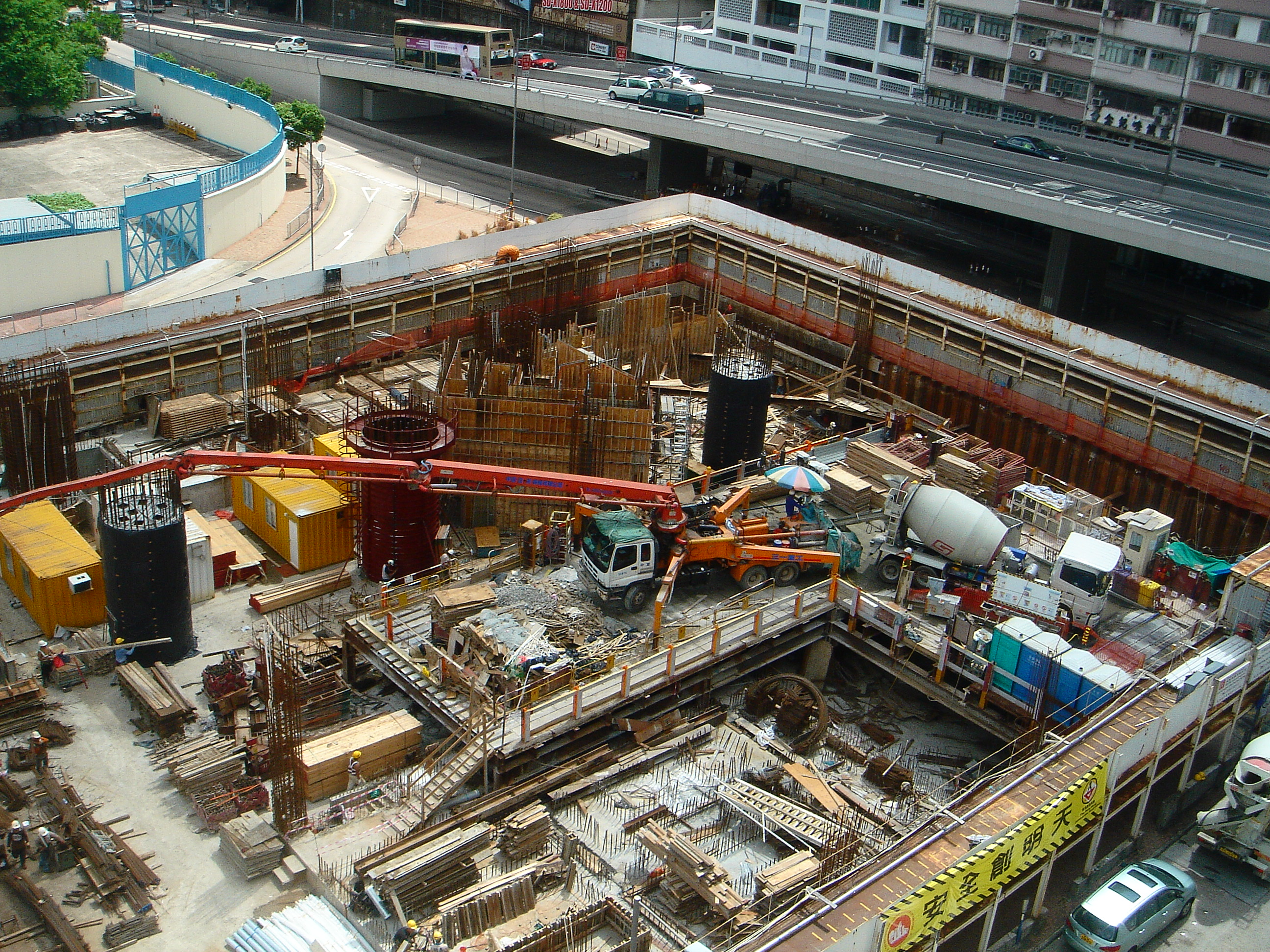
2010年6月
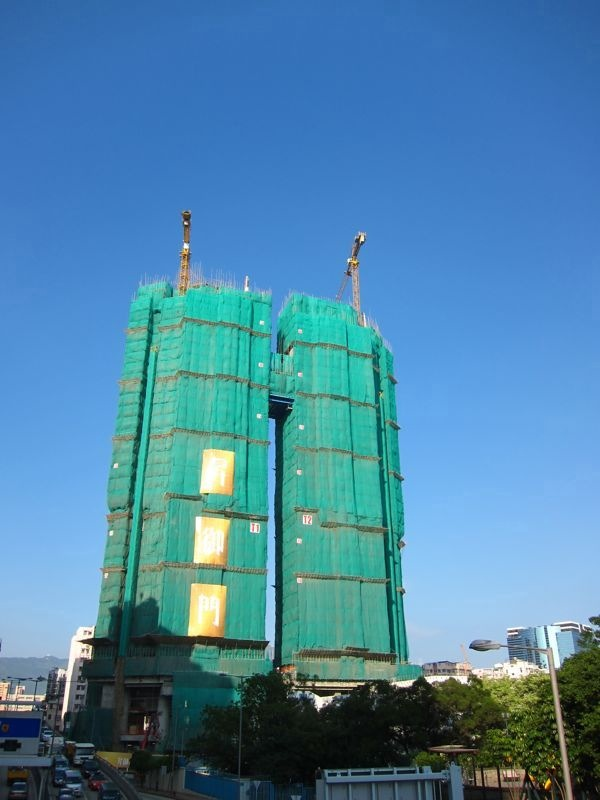
2011年10月
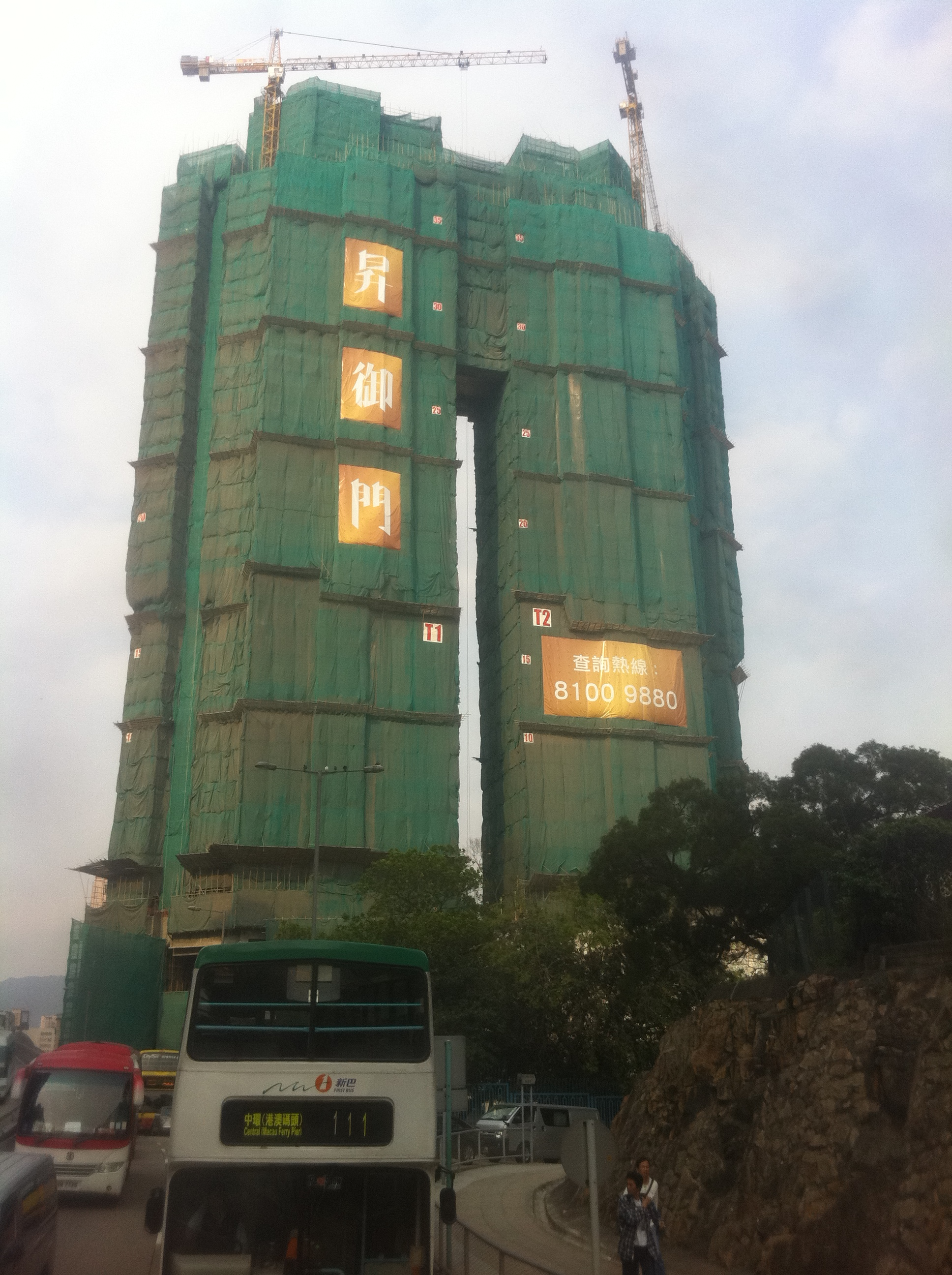
2012年3月

## 附近物業
- 薈點
- 寶御
- 紅磡花園
- 悅目
- 啟岸
- 天鑄
- 何文田山畔